# Braunia alopecura
Braunia alopecura là một loài Rêu trong họ Hedwigiaceae. Loài này được (Brid.) Limpr. mô tả khoa học đầu tiên năm 1889.